# Parque Estadual Rio Canoas
O Parque Estadual Rio Canoas é uma unidade de conservação brasileira  de proteção integral da natureza localizada no município catarinense de Campos Novos.

## História
O Parque Estadual Rio Canoas foi criado pelo Decreto nº 1.871 de 27 de maio de 2004. A área foi doada ao Governo do Estado de Santa Catarina pela Campos Novos Energia S.A. - Enercan, como compensação ambiental pelo aproveitamento hidrelétrico de Campos Novos na Bacia Hidrográfica do Rio Canoas e o consequente alagamento e destruição de remanescentes de floresta ombrófila mista.

## Caracterizacão da área
O parque tem área de aproximadamente 1,200 ha.

### Fauna
Algumas das espécies de répteis abrigadas pelo parque são: Lagartixa preta (Tropidurus torquatus), Cobra de vidro  -  (Ophiodes striatus), Lagarto teiú (Tupinambis merianae), Cobra cega (Amphisbaena sp.), Boipeva (Waglerophis merremii), Boipeva serrana (Xenodon neuwiedii), Cobra coral verdadeira (Micrurus altirostris), Cobra lisa (Liophis miliaris), Jararaca (Bothrops jararaca) e Cobra d'água  (Helicops infrataeniatus).